# Дзвегор
Дзвѐгор или Звѐгор (на македонска литературна норма: Ѕвегор) е село в община Царево село на Северна Македония.

## География
Селото се намира в областта Пиянец в западното подножие на планината Влахина до границата с България.

## Етимология
Според „Българския етимологичен речник“ етимологията на името е от старобългарското *, производно от * в старобългарското , , „издавам звук, крещя“ и -ор, подобно на гов-ор. Сравними са руските звягу̀̀, звя̀гать, „лая“, „джафкам“, украинската звя̀̀га, „шум“, беларуското звя̀̀га, „побойник“, литовските žvèngti, žvèngiu, „цвиля“, „кикотя се“, žvàngeti, „звъня“, „бумтя“. От същия произход са звек, звон, звън.

## История
В югоизточния край на Дзвегор, в подножието на Влахина, са останките от късноантичната и средновековна крепост Мало Градище.
В 1347 година е споменато като Звегорштица.
В началото на XX век Дзвегор е село в Малешевската каза на Османската империя. Според статистиката на Васил Кънчов („Македония. Етнография и статистика“) в 1900 година Звегор е предимно помашко село, в което живеят 335 помаци и 20 цигани.
Според Димитър Гаджанов в 1916 година в Звегор живеят 563 помаци и 53 българи, като българите се преселили в селото по време на Балканската война от планинските села в Осогово.
Параклисът „Свети Илия“ е изграден в 1990 – 1991 и е осветен на 15 септември 1991 година от Стефан Брегалнишки. На 2 август 2001 година Агатангел Брегалнишки осветява темелния камък на църквата „Свети Йоан Кръстител“.
Според преброяването от 2002 година селото има 904 жители.
| Националност     | Всичко |
| северномакедонци | 899    |
| албанци          | 0      |
| турци            | 5      |
| роми             | 0      |
| власи            | 0      |
| сърби            | 0      |
| бошняци          | 0      |
| други            | 0      |

В 2014 година формата на името на селото е сменена от Звегор на Дзвегор (Ѕвегор).

## Личности
Починали в Дзвегор
- Асен Дерменджиев (1923 – 1944), български партизанин
- Георги Грънчаров (1922 – 1944), български партизанин
- Иван Цанев Пенев, български военен деец, подофицер, загинал през Втората световна война[10]
- Христо Митев Сираков, български военен деец, старши подофицер, загинал през Междусъюзническа война[11]